# 水彩連盟
水彩連盟（すいさいれんめい）とは、水彩画の向上発展のために結成された団体。日本を代表する水彩画公募団体の一つ。

## 略歴
日本の美術界では20世紀初頭でも水彩画は油彩画と比べて下に見られる風潮があった。その風潮に異を唱え、水彩画の存在の確立を願って、1940年5月に荒谷直之介、春日部たすく、小堀進、小山良修、齋藤大、山中仁太郎、荻野康児、渡辺菊二の8名で発足した。